# Cheverny
Cheverny é uma comuna francesa na região administrativa do Centro, no departamento Loir-et-Cher. Estende-se por uma área de 33,33 km². Em 2010 a comuna tinha 968 habitantes (densidade: 29 hab./km²).